# Саргсян, Арам Гаспарович
Ара́м Гаспа́рович Саргся́н (арм. Արամ Գասպարի Սարգսյան, род. 14 августа 1949 года, Ереван) — армянский политический и партийный деятель.

## Основные даты жизни
- 1967—1972 — Ереванский государственный педагогический институт русского и иностранных языков им. В. Брюсова.
- 1972—1974 — Московская высшая комсомольская школа. Учитель русского языка и литературы.
- 1966—1968 — работал на промкомбинате Хорового общества рабочим.
- 1968—1971 — литсотрудником в редакции многотиражной газеты Ереванского шинного завода, затем инспектором отдела кадров, секретарем ЛКСМ завода.
- 1971—1991 — член КПСС.
- 1971—1972 — был литсотрудником газеты «Комсомолец» (Ереван).
- 1974—1976 — корреспондент «Комсомольской правды» (Москва).
- 1976—1977 — заведующий отделом пропаганды и культуры ЦК ЛКСМА.
- 1978—1979 — инструктор партийно-организационного отдела ЦК КПА.
- 1979—1989 — собственный корреспондент «Комсомольской правды» (Москва), затем «Правды» в Армении.
- С декабря 1990 — секретарь ЦК КП Армении, и июня 1991 — первый секретарь.
- 1991 — первый секретарь, председатель Демократической партии Армении.
- 1992—1995 — главный редактор органа ДПА газеты «Аздарар».
- 1998—1999 — советник президента Армении.
- 2003—2007 — был депутатом парламента. Член постоянной комиссии по внешним сношениям. Председатель Демократической партии Армении.